# ヨゼフ・プロクシュ
ヨゼフ・プロクシュ（Josef Proksch または Joseph、1794年8月4日 - 1864年12月20日）は、ドイツ系チェコ人のピアニスト、作曲家。

## 生涯
プロクシュはチェコのリベレツに生まれた。彼は17歳で視力を失うも、ヤン・コジェルフの下で研鑽を積む。彼は1830年にプラハに音楽アカデミー（Musikbildungsanstalt）を開校した。彼はピアノのレッスンにおいて、複数の生徒に同時に演奏させるという教育法を用いており、これは100年以上にわたって続けられた。彼の門弟のうち、最も有名なのはベドルジハ・スメタナであり、プロクシュはスメタナに1843年から1847年にかけてピアノと音楽理論を指導していた。プロクシュはプラハで没している。
娘のマリー・プロクシュも著名なピアニスト、作曲家となった。

## 作品
プロクシュは作曲家としては教育的なピアノ曲を遺している。また、3台のピアノのための協奏曲、ピアノソナタ、ミサ曲、カンタータ、そして授業に用いるために多くの管弦楽曲を4台から8台のピアノ用へ編曲している。
- Versuch einer rationellen Lehrmethode im Pianoforte-Spiel – 50巻 教育用作品 (1841年–1864年)
- Die Kunst des Ensembles im Pianoforte-Spiel – 7巻 教育用作品 (1859年)